# Ojo de Agua (Guerrero)
Ojo de Agua es una localidad del estado mexicano de Guerrero. Es parte del municipio de Copala.

## Demografía
| Gráfica de evolución demográfica |
|                                  |

| Censo | Población |
| ----- | --------- |
| 1900  | 227       |
| 1910  | 173       |
| 1921  | 224       |
| 1930  | 233       |
| 1940  | 248       |
| 1950  | 370       |
| 1960  | 523       |
| 1970  | 638       |
| 1980  | 775       |
| 1990  | 1 312     |
| 2000  | 1 484     |
| 2010  | 1 477     |
| 2020  | 1 594     |